# Izotermická fólie

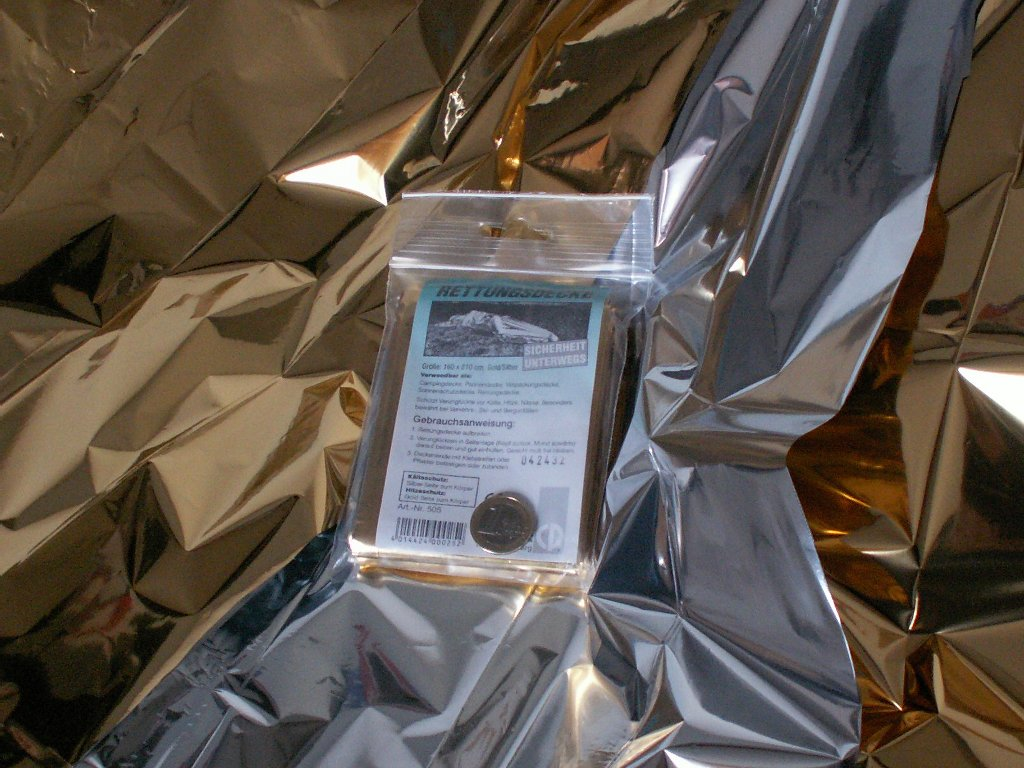
Izotermická fólie

Izotermická fólie (též termoizolační fólie) je lehká a skladná plastová (polyethylenová) fólie, na kterou je v tenké vrstvě chemicky nanesen hliník. Je používaná ke snížení tepelných ztrát lidského těla a zabránění podchlazení především při první pomoci a v krizových situacích. Izotermická fólie neposkytuje tepelnou izolaci, ale díky nepropustnosti snižuje tepelné ztráty odpařováním a díky odrazné vrstvě tepelné ztráty sáláním. 
U dvojbarevných (zlatostříbrných) fólií je jedno, kterou stranou se dá k tělu – odrazivý efekt má pokovení nezávisle na orientaci fólie. Základní funkcí je však zabránění velmi významným ztrátám tepla vznikajícím odpařováním vody z povrchu těla. Stejně lze však použít igelitovou nebo jinou nepropustnou fólii. Pro zajištění maximálního efektu musí být pacient zabalený bez průduchů, kolem dokola, cíp založen pod nohy.
Před ztrátami přímo do země (ztráty tepla vedením) fólie nechrání. Postižený by měl být oblečený, přikrytý, izolovaný od studené země podložkou a až nakonec obalený fólií.
Od 1. ledna 2011 je též povinnou součástí autolékárničky na území ČR.